# Chanchangi Airlines
Chanchangi Airlines — небольшая частная авиакомпания Нигерии со штаб-квартирой в городе Кадуна, работающая в сфере регулярных пассажирских перевозок на внутренних маршрутах страны.
Портом приписки авиакомпании и её главным транзитным узлом (хабом) является международный аэропорт имени Мурталы Мохаммеда в Лагосе, основными пунктами назначения в маршрутной сети перевозчика выступают международный аэропорт имени Ннамди Азикиве (Абуджа) и международный аэропорт Порт-Харкорт.

## История
Авиакомпания была основана бизнесменом Элхади Чангчанги 5 января 1994 года и начала операционную деятельность 2 мая 1997 года с выполнения пассажирских авиаперевозок между аэропортами городов Кадуна, Лагос, Оверри, Абуджа и Порт-Харкорт. Первоначально флот авиакомпании составляли три самолёта Boeing 737—200, один Boeing 727—200 и два лайнера Boeing 737—300. В 1998, 1999 и 2000 годах Chanchangi Airlines становилась лауреатом конкурса «Лучшая авиакомпания года на внутренних авиаперевозках».
В 2004 году маршрутная сеть компании пополнилась регулярными рейсами в Абиджан, Аккру, Дуалу и Малабо. 26 марта 2006 года был открыт прямой рейс между Лагосом и Аккрой, в настоящее время отменённый вследствие отсутствия необходимой коммерческой загрузки. 94% собственности авиакомпании находится во владении бизнесмена Элхади Ахмаду Чангчанги, 4% — у частных инвесторов и 1% — ряда других лиц. Штатная численность компании в марте 2007 года составляла 780 сотрудников.
В 2007 году Chanchangi Airlines прошла процедуру перерегистрации в Управлении гражданской авиации Нигерии (NCAA), удовлетворив тем самым требования государственного органа о необходимости рекапитализации и повторной регистрации всех нигерийских авиакомпаний до 30 апреля 2007 года.
5 июля 2010 года Управление гражданской авиации Нигерии приостановила деятельность авиакомпании, мотивируя запрет на полёты тем, что компании не могут осуществлять регулярные пассажирские перевозки, эксплуатируя всего лишь один самолёт. 21 октября того же года Chanchangi Airlines возобновила полёты между Лагосом и Абуджой.
1 апреля 2012 года представители Chanchangi Airlines не явились в защиту по обвинению, выдвинутому против нее Ethiopian Airlines в неуплате счета на сумму 14 млн быр за техническое обслуживание. Из-за этого ее самолет был арестован в международном аэропорту Боле. Некоторые аналитики предсказывали, что неуплата платежа приведет к тому, что Ethiopian Airlines  выставят самолет на аукцион

## Маршрутная сеть
В ноябре 2010 года маршрутная сеть авиакомпании Chanchangi Airlines включала в себя следующие пункты назначения:
- Нигерия
  - Абуджа — международный аэропорт имени Ннамди Азикиве
  - Кадуна — аэропорт Кадуна
  - Лагос — международный аэропорт имени Мурталы Мохаммеда хаб
  - Порт-Харкорт — международный аэропорт Порт-Харкорт

### Чартерные перевозки
Chanchangi Airlines работает на чартерных авиаперевозках в качестве партнёра следующих организаций:
- Организация Объединённых Наций
- армия Нигерии
- Военно-воздушные силы Нигерии
- Футбольная ассоциация Нигерии

## Флот
По состоянию на 5 июля 2011 года воздушный флот авиакомпании Chanchangi Airlines составляли следующие самолёты:
- 1 Boeing 737-300 (в лизинге в Jordan Aviation)
- 2 Boeing 737-300

## Авиапроисшествия и несчастные случаи
- 29 декабря 2004 года. Boeing 727 произвёл посадку в международном аэропорту имени Мурталы Мохаммеда с техническими проблемами шасси. Из 81 человек на борту никто не пострадал, самолёт получил незначительные повреждения. После инцидента Управлением гражданской авиации Нигерии эксплуатация всех пяти лайнеров данного типа была приостановлена и 3 января 2004 года возобновлена после прохождения детального технического осмотра каждого самолёта.
- 9 мая 2006 года Boeing 727, выполнявший регулярный рейс из Абуджи в Лагос был вынужден вернуться в аэропорт вылета в связи с возникшими неполадками в системе кондиционирования.
- 22 августа 2006 года экипаж Boeing 727 допустил грубую посадку на мокрую взлётно-посадочную полосу международного аэропорта имени Ннамби Азикиве (Абуджа), в результате которой взорвались два колеса основной стойки шасси. На борту находилось 98 человек, никто не пострадал.